# Stockholm-aftalen
Stockholm-aftalen blev forhandlet på plads af Frederik 1. af Sverige, efter at hans forgænger Karl 12. af Sveriges pludselige død i 1718 gjorde det klart, at Store Nordiske Krig måtte slutte. Stockholm-aftalen bestod af to traktater underskrevet i 1719 og 1720, der afsluttede krigen mellem Sverige på den ene side og Hannover og Kongeriget Preussen på den anden. Den sidste del af konflikten blev afsluttet med undertegnelsen af Freden i Frederiksborg med Danmark-Norge i 1720 samt Freden i Nystad med Rusland i 1721.

## Traktat med Hannover
I traktaten med Hannover den 9. november 1719 afstod Sverige Bremen-Verden.

## Traktat med Preussen
Den 21. januar 1719 afstod Sverige den del af Svensk Forpommern, der lå syd for floden Peene og øst for floden Peenestrom, til Preussen, inklusive øerne Usedom og Wollin, samt byerne Stettin, Damm og Gollnow. Traktaten blev formaliseret i 1720 og trådte i kraft, da Frederik Vilhelm 1. af Preussen udstedte et patent, der erklærede de afståede områder som en del af Preussen 29. maj 1720. De dele af Svensk Forpommern, der forblev under svensk herredømme, var på det tidspunkt besat af Danmark, men blev tilbagegivet med Freden i Frederiksborg 3. juli 1720.